# اضطهاد شهود يهوه في ألمانيا النازية

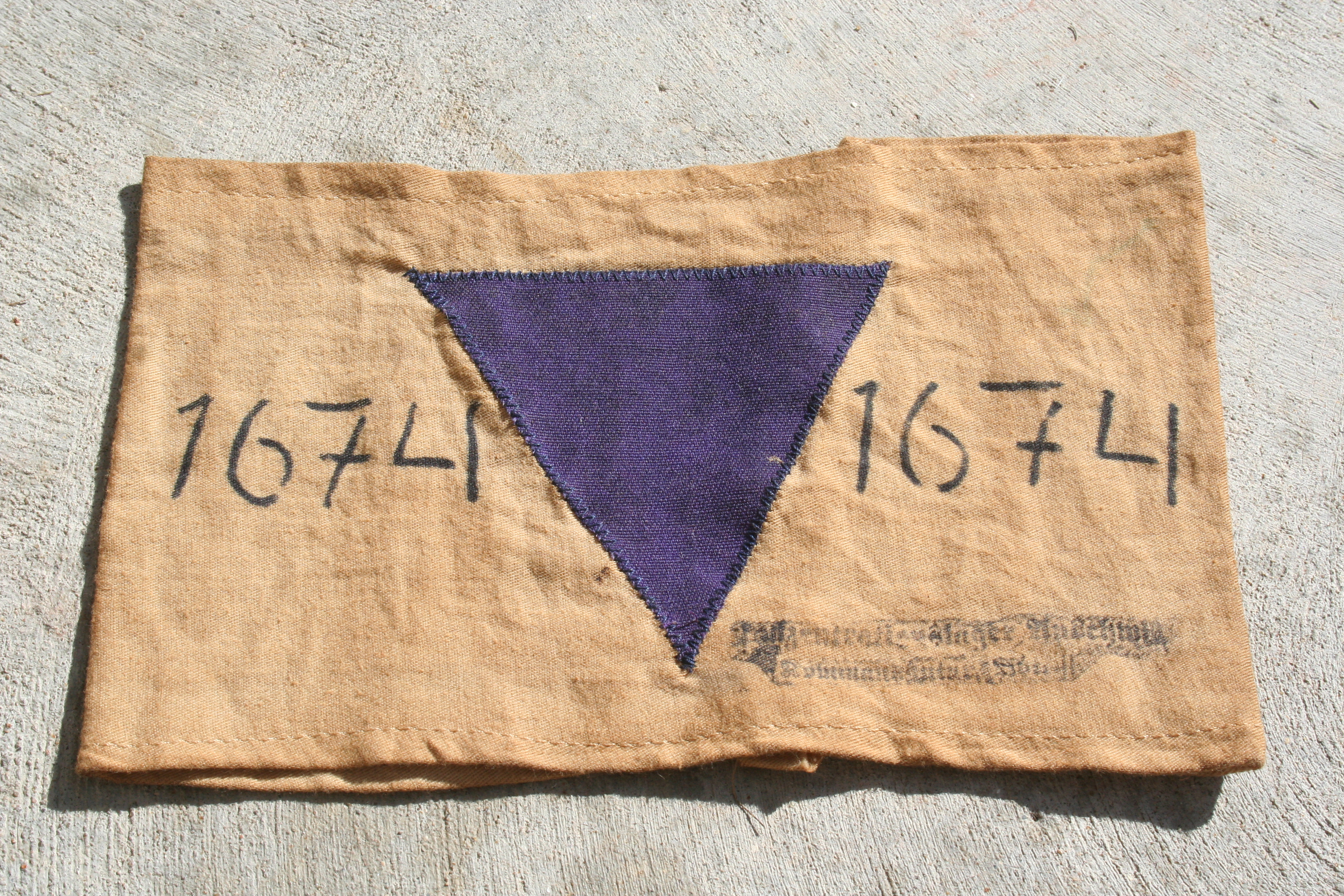
شارات (شعارات)، مثلثات أرجوانية (شهود يهوه)

تعرض شهود يهوه لاضطهاد ديني في ألمانيا النازية بين عامي 1933 و1945 بعد رفضهم تأدية الخدمة العسكرية أو الانضمام إلى المنظمات النازية أو تقديم ولائهم لنظام أدولف هتلر. يُقدر عدد سجناء شهود يهوه بعشرة آلاف –نصف عدد الأعضاء في ألمانيا خلال تلك الفترة– من بينهم 2000 كانوا قد أرسلوا إلى معسكرات الاعتقال النازية. توفي ما يقدر بنحو 1200 في السجن، من بينهم 250 كانوا قد أعدموا. كان شهود يهوه أول طائفة مسيحية تُحظر من قبل الحكومة النازية وتتعرض لاضطهاد مكثف وواسع النطاق.
خلافًا لليهود والغجر، الذين تعرضوا للاضطهاد على أساس عرقيتهم، كان بوسع شهود يهوه أن ينجوا من الاضطهاد والأذى الشخصي بالتخلي عن معتقداتهم الدينية من خلال التوقيع على وثيقة تشير إلى نبذ عقيدتهم والخضوع لسلطة الدولة ودعم الجيش الألماني. توصل المؤرخ سيبيل ميلتون إلى أن «تحديهم وشجاعتهم في وجه التعذيب والموت يخلق ثغرة في أسطورة دولة نازية متجانسة تحكم الرعايا الخاضعين والمنصاعين».
على الرغم من المحاولات الباكرة لإظهار الأهداف المشتركة مع النظام الاشتراكي القومي، تعرضت المجموعة لاضطهاد حكومي وعام متزايد منذ عام 1933، إذ طُرد العديد من وظائفهم ومن المدارس وحُرموا من دخلهم وتعرضوا للضرب والسجن. ينقسم المؤرخون حول إذا ما كان هدف النازيين إبادتهم، إلا أن العديد من المفكرين زعموا أن إدانة شهود يهوه الصريحة للنازية ساهمت في مستوى معاناتهم.

## فترة ما قبل النازية
كان شهود يهوه ثمرة لحركة تلاميذ الكتاب المقدس العالمية، التي بدأت أعمالها التبشيرية في أوروبا في التسعينيات من القرن التاسع عشر. في عام 1902 افتُتح في إلبرفلد مكتب فرع ألماني لجمعية برج المراقبة. وبحلول عام 1933، قدّر إحصاء عدد شهود يهوه الواعظين الناشطين من الباب إلى الباب بنحو 20 ألفًا، وكانت خدمتهم التذكارية السنوية تجتذب قرابة 25 ألف شخص. في دريزدن، كان عدد تلاميذ الكتاب المقدس يفوق أعدادهم في نيويورك، حيث كان يقع المقر الرئيسي لجمعية برج المراقبة. 
جذب أعضاء الحركة، الذين كانوا يُعرفون بإرنست بيبلفورشر، أو تلاميذ إنجيل إرنست، اعتراضات منذ الحرب العالمية الأولى ووجهت لهم تهم أنهم كانوا بلاشفة وشيوعيين ويهودًا بالسر. منذ عام 1920، دعت الكنيسة الإنجيلية الألمانية لحظر منشورات جمعية برج المراقبة التي كانت تخوض في جدالات متزايدة ضد الكنيسة. خلال ما تبقى من عشرينيات القرن العشرين، تصاعدت المعارضة من مزيج من التحريض على الكنيسة وعلى حركة فولكيش وحملات كتيبات. بدأ النازيون بالتعرض بالمضايقة لتلاميذ الكتاب المقدس، وتسبب أعضاء كتيبة العاصفة بإعاقة الاجتماعات. 
ابتداءًا من عام 1022، اعتُقل تلاميذ الكتاب المقدس الألمان بتهم البيع المتجول غير القانوني مع قيامهم بتوزيع مطبوعات جمعية برج المراقبة علنًا. بين عامي 1927 و1930، وُجهت ضد أعضاء الحركة نحو 5000 تهمة، وعلى الرغم من أن معظمها انتهى بالبراءة، فقد صدرت أيضًا بعض «الأحكام القاسية».
منذ عام 1930، تزايدت الدعوات لتدخّل الدولة ضد تلاميذ الكتاب المقدس، وفي 28 مارس 1913، أصدر رئيس الرايخ بول فون هايندنبرغ مرسوم مقاومة أعمال العنف السياسية، الذي نص على اتخاذ إجراءات في الحالات التي تعرضت فيها المنظمات أو المؤسسات أو الأعراف الدينية «لإساءة أو لاستخفاف عدائي». أصبحت بافاريا أول ولاية ألمانية يُنفّذ فيها المرسوم ضد تلاميذ الكتاب المقدس بعد إصدار الشرطة أمرًا في 18 نوفمبر بحظر ومصادرة كافة منشورات تلاميذ الكتاب المقدس في شتى أنحاء الولاية. في عام 1932 صدر مرسوم ثان يوسّع الحظر ليشمل ولايات ألمانية أخرى. مع نهاية عام 1932، كان هناك ما يزيد عن 2300 تهمة معلقة ضد تلاميذ الكتاب المقدس.

## تطورات تشريعية
عُين أدولف هتلر مستشارًا لألمانيا في 30 يناير 1933، ومنذ تلك اللحظة فصاعدًا، اشتدت حدة اضطهاد شهود يهوه. رفض شهود يهوه، لكونهم محايدين سياسيًا، أن يقسموا على الولاء للنظام النازي. في البداية، تجلت لا مبالاة شهود يهوه حيال الدولة النازية في رفضهم رفع أسلحتهم في التحية النازية أو الانضمام إلى جبهة العمل الألمانية أو المشاركة في مجموعات الرعاية النازية أو تأدية مهام الغارات الجوية أو المشاركة في المسيرات والاستعراضات النازية. داهمت ميليشيا كتيبة العاصفة التابعة للحزب النازي منازل شهود يهوه الذين فشلوا في التصويت في استفتاء حول انسحاب ألمانيا من عصبة الأمم في نوفمبر من عام 1933 وأرغموهم على الزحف نحو مراكز الاقتراع. وتعرض بعضهم للضرب أو أرغموا على المشي وهم يحملون يافطات تعلن «خيانتهم» للوطن الأم، وعُرضت في إحدى البلدات لوحة إعلانية في السوق تعّدد أسماء «الخونة» من طلاب الكتاب المقدس الذين لم يصوتوا، وتجمع حشدٌ أيضًا خارج منازل شهود يهوه لرميهم بالحجارة أو لترديد بعض الهتافات. اتُخذت إجراءات مماثلة في الانتخابات اللاحقة في دولة الحزب الواحد.
شجبت السلطات النازية شهود يهوه لعلاقاتهم بالولايات المتحدة وسخرت من الألفية الثورية الظاهرة في وعظهم بأن معركة أرماغدون ستسبق حكم المسيح على الأرض. ربط النازيون شهود يهوه ب«يهود العالم» بالإشارة إلى اعتماد الشهود على بعض نصوص العهد القديم. كان لدى النازيين شكاوى من العديد من الجماعات البروتستانتية الأصغر بشأن هذه القضايا، إلا أن شهود يهوه وكنيسة كريستادلفيان كانوا الوحيدين الذين رفضوا حمل السلاح أو القسم بالولاء للدولة. حُظرت أنشطة جمعية تلاميذ الكتاب المقدس في ولايتي مكلنبورغ شفيرين وبافاريا في 10 أبريل 1933 و13 أبريل 1933 على التوالي. حين رد شهود يهوه بحملة توزيع كتيبات من المنزل إلى المنزل انتشرت في كافة أنحاء البلاد، أُلقي القبض على العديد منهم وفي غضون أسبوع امتد الحظر ليشمل ولايتي ساكسونيا وهيسن. وصودرت المطبوعات أيضًا في بعض الولايات. في 24 أبريل، استولت الشرطة على مقر تلاميذ الكتاب المقدس في ماغدبورغ، وانسحبت بعد مرور 5 أيام بعد جهود دبلوماسية أمريكية. منذ منتصف مايو، أصدرت ولايات أخرى مراسيم تعتبر تلاميذ الكتاب المقدس خارجين عن القانون، وبحلول منتصف يونيو حُظروا في كل الولايات تقريبًا. في مراسيم إحدى الولايات، قيل إن سبب الحظر كان أن تلاميذ الكتاب المقدس كانوا «يفرضون» مجلات جمعية برج المراقبة على أصحاب المنازل، «كانت المجلات تحتوي على هجمات خبيثة على الكنائس المسيحية الكبرى ومؤسساتها».

فرضت بروسيا، أكبر ولايات ألمانيا، حظرًا في 24 يونيو شارحة أسباب ذلك بأن تلاميذ الكتاب المقدس يجتذبون ويؤوون أعضاءًا مخربين سابقين من الأحزاب الشيوعية والماركسية. أضاف المرسوم الخاص ببروسيا أن تلاميذ الكتاب المقدس: 
متورطون بوضوح بأعمال تحريض ضد المؤسسات السياسية والدينية قولًا وكتابة. وبإعلانهم أن كلتا المؤسستين وكالتين للشيطان، فإنهم يقوضون أساس الحياة في مجتمع الشعب. في منشوراتهم العديدة ... ويحرفون عن عمد وبشكل خبيث روايات الكتاب المقدس بغرض السخرية من مؤسسات الدولة والكنيسة. والتلاعب المتعصب بأعضائهم واحد من سمات نضالهم ... لذلك من الواضح أن الجمعية المذكورة أعلاه تميل إلى أن تكون معارضة بصورة تامة للدولة الحالية وبناها الثقافية والأخلاقية.
في 25 يونيو 1933، اجتمع نحو 7000 من شهود يهوه في فيلمرسدورفر تينيشالن في برلين، حيث صدر «إعلان الحقائق» الذي بلغ عدد كلماته 3800 كلمة.